# Гай Кокцей Бальб
Гай Кокцей Бальб (лат. Gaius Cocceius Balbus; ? — після 32 до н. е.) — політичний та військовий діяч часів занепаду Римської республіки, консул-суфект 39 року до н. е.

## Життєпис
Походив з плебейського роду Кокцеїв Бальб з Умбрії. Про батьків нічого невідомо. Під час громадянської війни між Гаєм Юлієм Цезарем та Гнеєм Помпеєм Магном підтримав першого. Після загибеля Цезаря став на бік Марка Антонія. У 42 році до н. е. обраний претором.
У 39 році до н. е. обраний консулом-суфектом разом з Публієм Алфеном Варом. Під час каденції забезпечував владу тріумвірів, насамперед впроваджено нові податки для ведення війни, підтверджено членство прихильників тріумвірів. У 35 році до н. е. призначено проконсулом до провінції Македонія. Тут забезпечував вірність областей Македонії та Ахайї. Місцеві війська надали йому почесний військовий титул імператора.
У 32 році до н. е. після остаточно розлучення Марка Антонія з Октавією Молодшою, Кокцей Бальб перейшов на бік Октавіана. Подальша доля невідома.